# Gopura

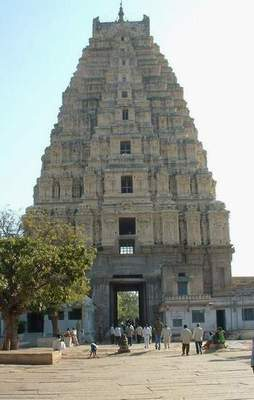
Wieża wejściowa świątyni Wirupakszy w Hampi

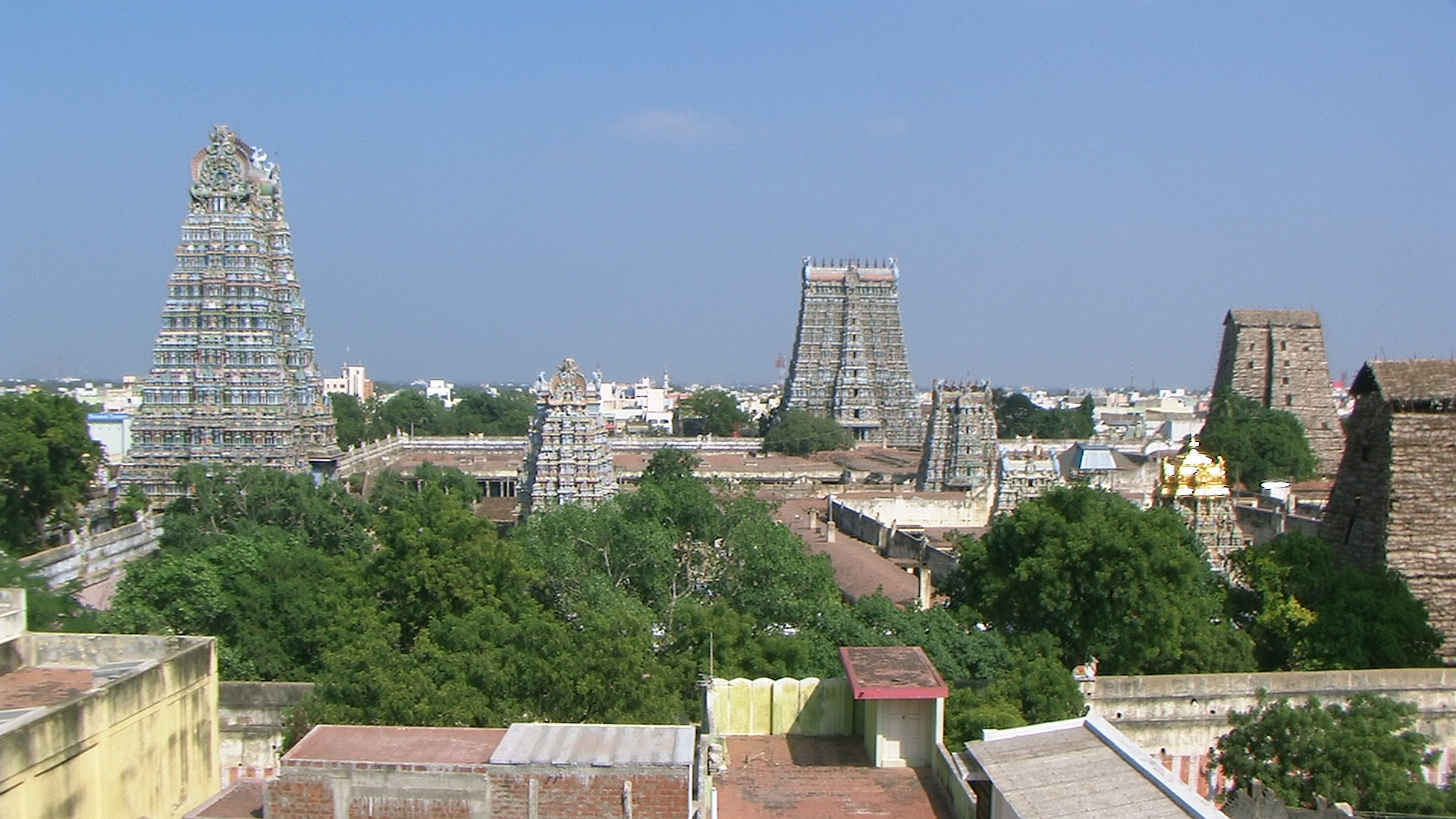
Świątynia Minakszi w Maduraju z widocznymi gopurami

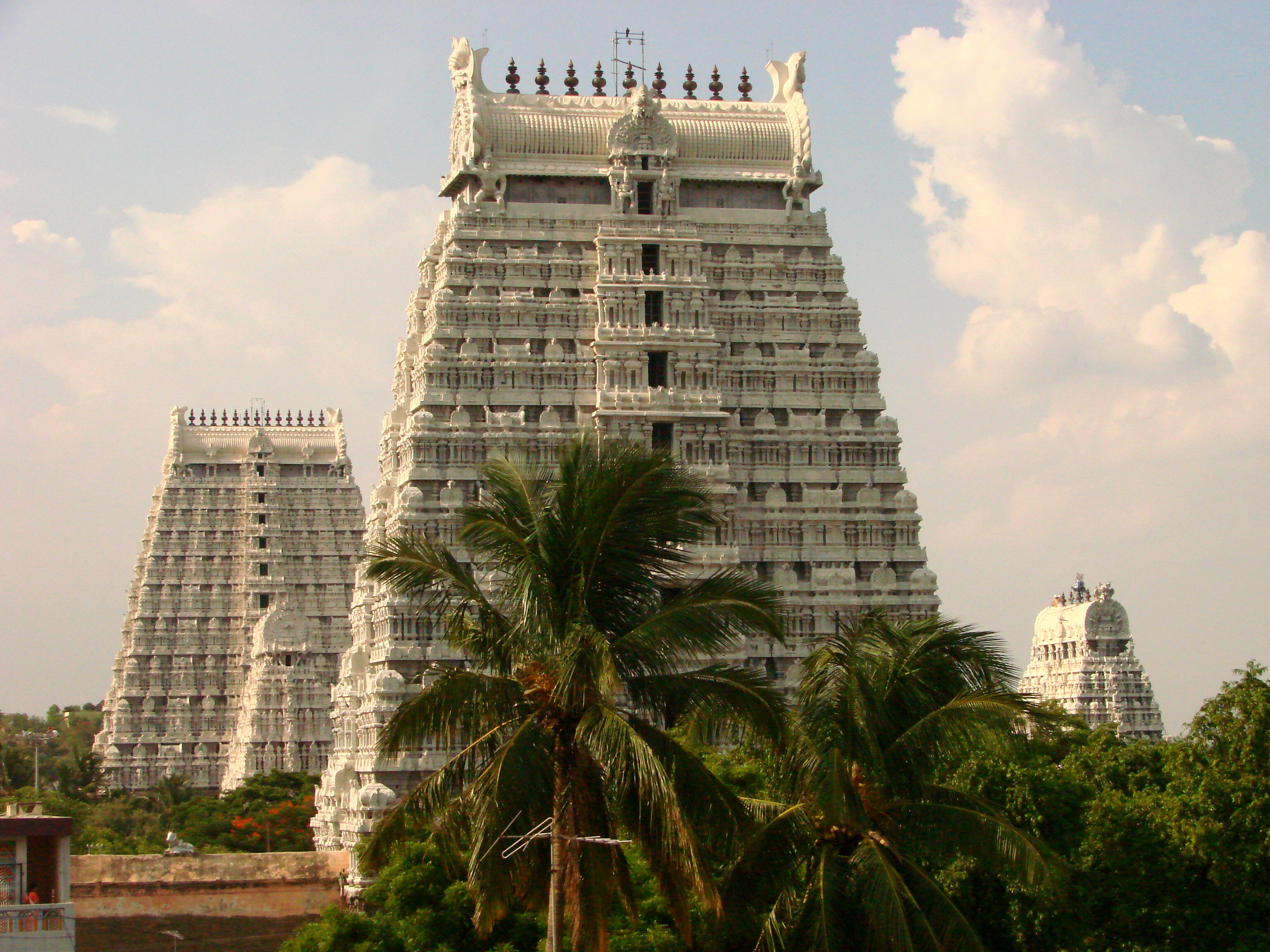
Gopury świątyni Arunaćaleśwary w Tiruvannamalai

Gopura (tamil கோபுரம் trb. gopuram) – brama w postaci bardzo wysokiej, zwężającej się uskokowo ku górze wieży stanowiąca wejście do świątyni hinduistycznej w stylu drawidyjskim.
Gopura jest charakterystyczna przede wszystkim dla południowych Indii (stany Tamil Nadu, Kerala, Karnataka i Andhra Pradesh). Będąc najbardziej widocznym elementem świątyni, gopury często mylone są ze znacznie mniejszym właściwym przybytkiem, oraz wieńczącą go piramidą, której właściwa nazwa to wimana.
Ma kształt schodkowej piramidy o prostokątnej podstawie, której kolejne kondygnacje zapełnione są rzędami rzeźb o tematyce mitologicznej. W zależności od zamożności świątyni rzeźby mogą być pomalowane na jaskrawe kolory. Gopury sytuowano w murach otaczających świątynię z czterech stron świata.
Liczba gopur waha się – mniejsze świątynie mogą nie posiadać ich wcale, lub tylko jedną, większe po cztery w każdym murze, zorientowane według stron świata. Jeśli świątynia otoczona jest więcej niż jednym murem, gopury w murze zewnętrznym są największe.

## Historia

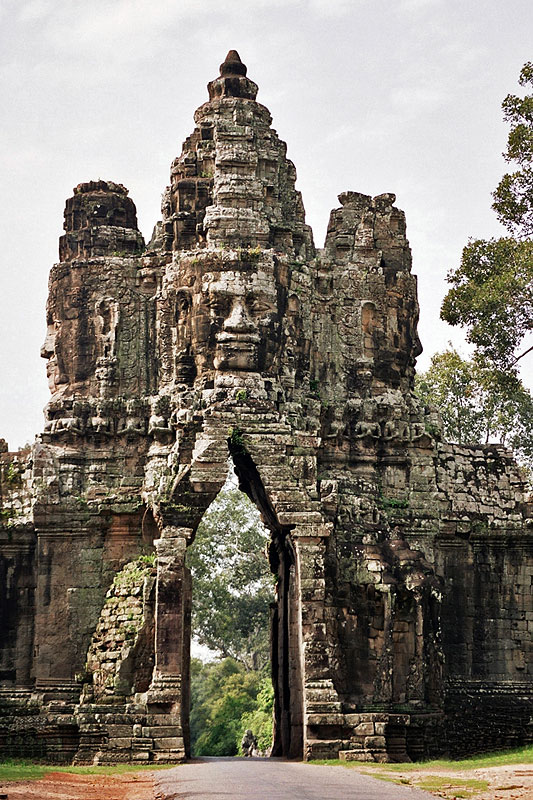
Brama południowa Angkor Thom

Gopury powstały w starożytnych tamilskich królestwach Pallawów i Pandjów.
Możliwe, że forma gopury wywodzi się od wejść do zagród, gdzie znajdowały się krowy w wioskach z czasów wedyjskich.
Wraz z rozszerzeniem się wpływów indyjskich na kraje Azji Południowo-Wschodniej pojawiły się także poza Indiami, jednak nie osiągają tam nigdy rozmiarów spotykanych w Indiach. Wykazują również różnice w stylu. 

## Khmerzy
W architekturze khmerskiej gopura występuje również w obiektach świeckich. Najbardziej znane gopury spoza terytorium Indii, to bramy w murze otaczającym miasto Angkor Thom w kompleksie zabytkowym Angkor w Kambodży, ozdobione, patrzącymi na cztery strony świata, twarzami buddy Awalokiteśwary.